# امانگاه چمن‌بید
امانگاه چمن‌بید (انگلیسی: Çemenebit Sanctuary) یک منطقه حفاظت‌شده در ترکمنستان است.
این امانگاه بخشی است از منطقه حفاظت‌شده دولتی بادخیز است.